# 王绍忠
王绍忠（1965年11月—）山东诸城人，中国共产党及中华人民共和国官员。

## 生平
1987年7月自兰州大学历史系毕业，1987年7月在国家档案局参加工作，1996年2月加入中国共产党。历任中央档案馆国家档案局档案馆（室）业务指导司综合档案馆处处长，档案馆（室）业务指导司副司长，档案资料利用部副主任、主任。2015年12月，任中央档案馆副馆长。
2016年1月，任国家档案局副局长。
2023年8月，任中央档案馆馆长、国家档案局局长。